# Meteosat

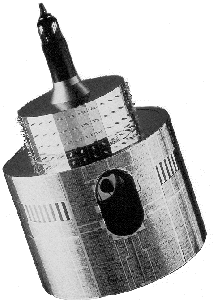
Meteosat (primera generación).

Meteosat son una serie de satélites meteorológicos geoestacionarios construidos y lanzados por la Agencia Espacial Europea (ESA), que opera y desarrolla la Organización Europea para la Explotación de Satélites Meteorológicos (EUMETSAT). Se encuentran en órbita geoestacionaria por encima del océano Atlántico y proporcionan información meteorológica a África y Europa; el cual se puso en funcionamiento el 10 de marzo de 2002.

## Satélites

### Primera generación
- Meteosat-1: lanzado el 23 de noviembre de 1977.
- Meteosat-2: lanzado el 10 de junio de 1981.
- Meteosat-3: lanzado el 15 de junio de 1988.
- Meteosat-4: MOP-1 lanzado el 19 de mayo de 1989.
- Meteosat-5: MOP-2 lanzado el 2 de marzo de 1991.
- Meteosat-6: MOP-3 lanzado el 20 de noviembre de 1993.
- Meteosat-7: MOP-4 lanzado el 3 de septiembre de 1997.

### Segunda generación
- Meteosat-8: MSG-1 lanzado el 28 de agosto de 2002.
- Meteosat-9: MSG-2 lanzado el 22 de diciembre de 2005.
- Meteosat-10: MSG-3 lanzado el 5 de julio de 2012.
- Meteosat-11: MSG-4 lanzado el 15 de julio de 2015.

### Tercera generación
- Meteosat-12 (MTG-I1): lanzado el 13 de diciembre de 2022.
- MTG-I2: lanzamiento pendiente.
- MTG-I3: lanzamiento pendiente.
- MTG-I4: lanzamiento pendiente.
- MTG-S1: lanzamiento pendiente.
- MTG-S2: lanzamiento pendiente.